# Delirium Tremens (cervesa)

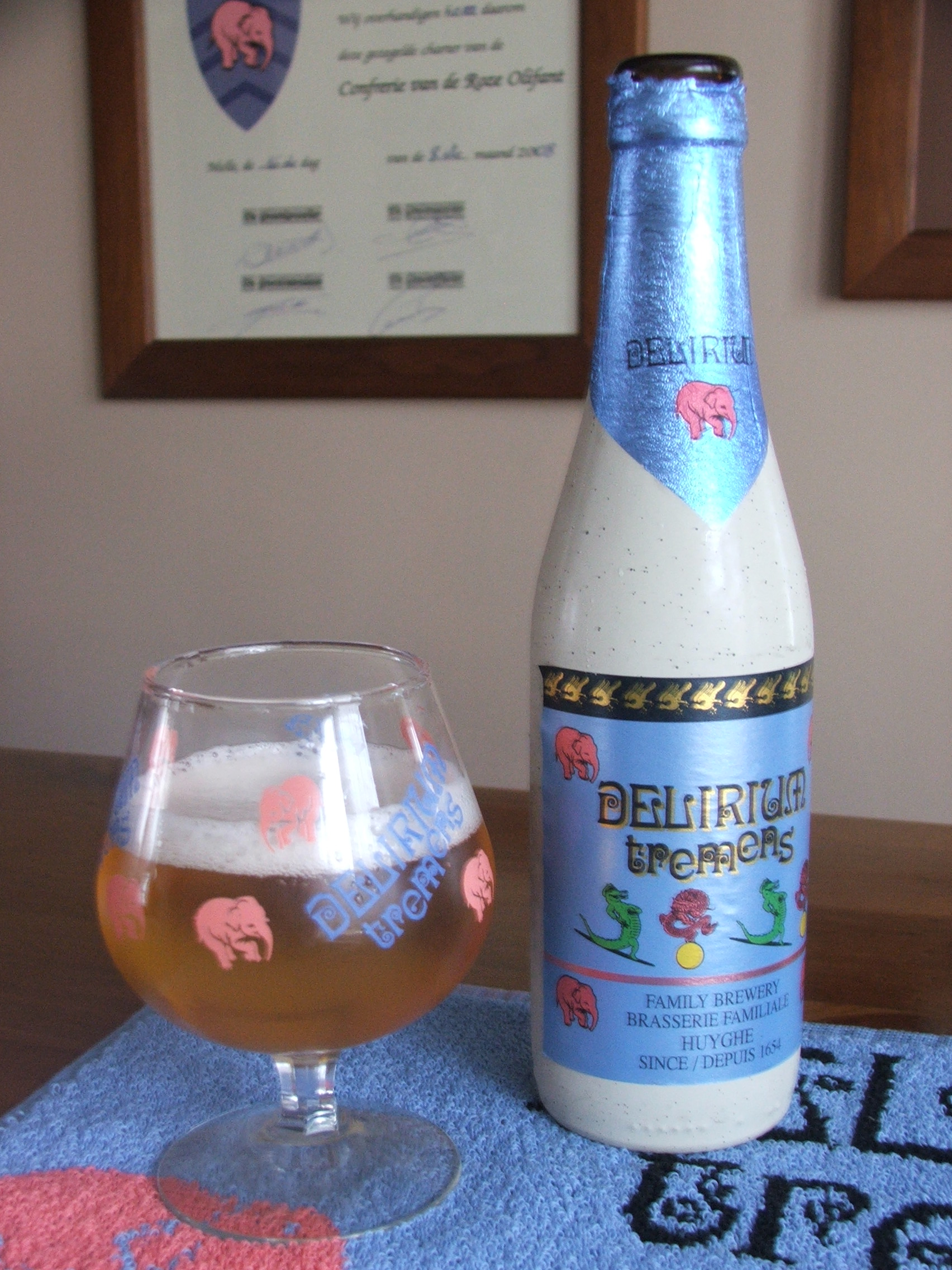
Delirium tremens

Delirium Tremens és una marca de cervesa belga pale ale produïda per la cerveseria Huyghe a Melle, província de Flandes Oriental.
Delirium Tremens es va començar a fabricar el 26 de desembre del 1989. La cervesa utilitza tres tipus de llevats i s'envasa en una ampolla de vidre que està pintada imitant ceràmica. L'any 1992, es va fundar la Confrerie van de Roze Olifant (Germanor de l'Elefant Rosat) per promoure la delirium tremens i altres cerveses de Melle. El nom és una al·lusió al Delirium tremens una paraula de l'argot medical llatí que significa «deliri tremolós», comunament conegut com a la tercera fase del síndrome d'abstinència, que indica una violenta malaltia induïda per l'abús d'alcohol després de la retirada.
Cerveses de temporada i edicions especials
- Delirium Noël (10% vol.)
- Delirium Nocturnum (8,5% vol.)
- Delirium Hivernum (8% vol.)
- Delirium Argentum (7,8% vol.)
- Delirium Deliria (8% vol.)

## Premis
Delirium Tremens va ser nomenada "Millor Cervesa al Món" l'any 1998 en el Certamen Mundial de Cervesa de Chicago, Illinois, Estats Units. Stuart Kallen li dona el lloc número 1 a The 50 Greatest Beers in the World.